# Igló

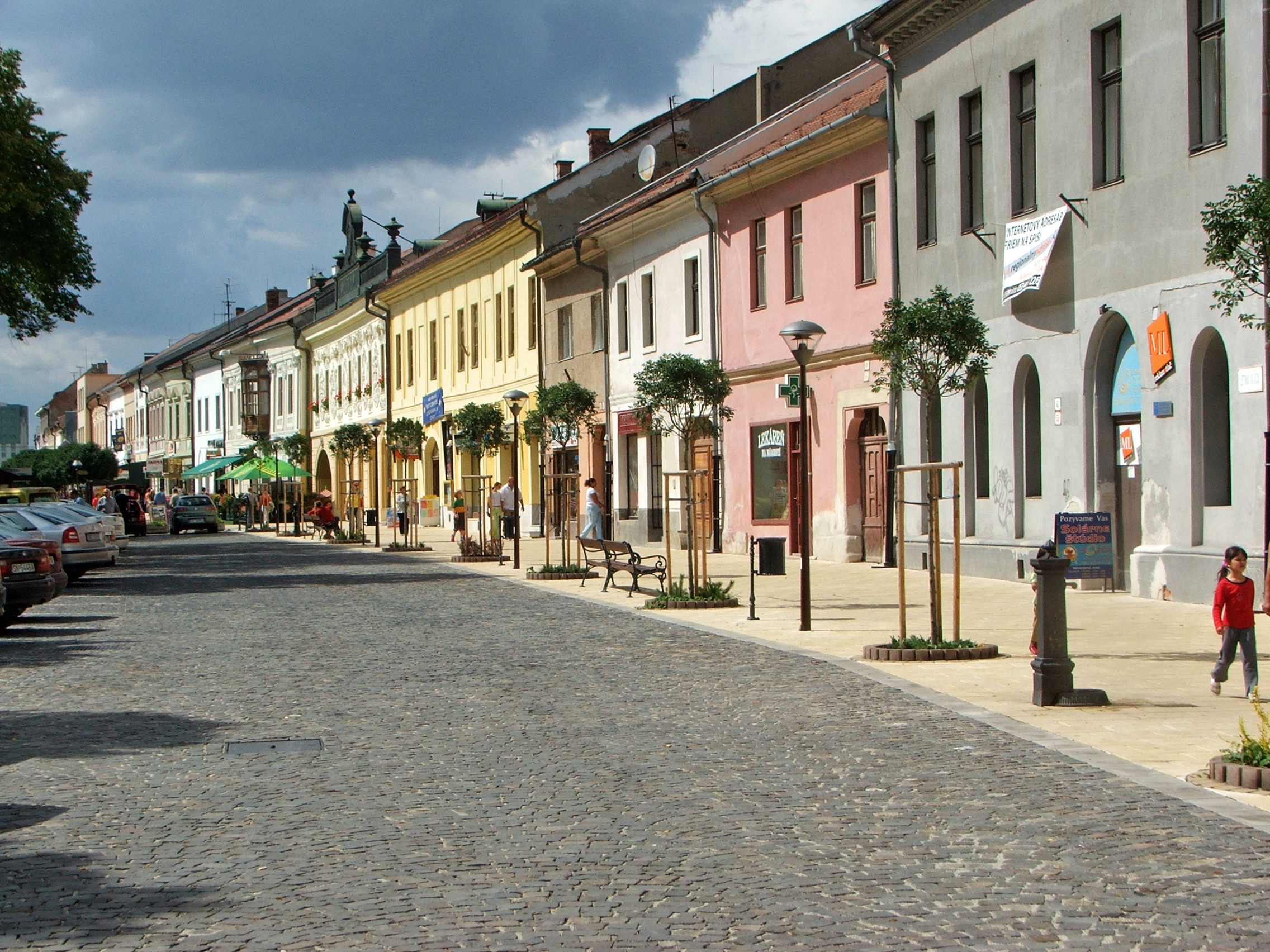
A belváros

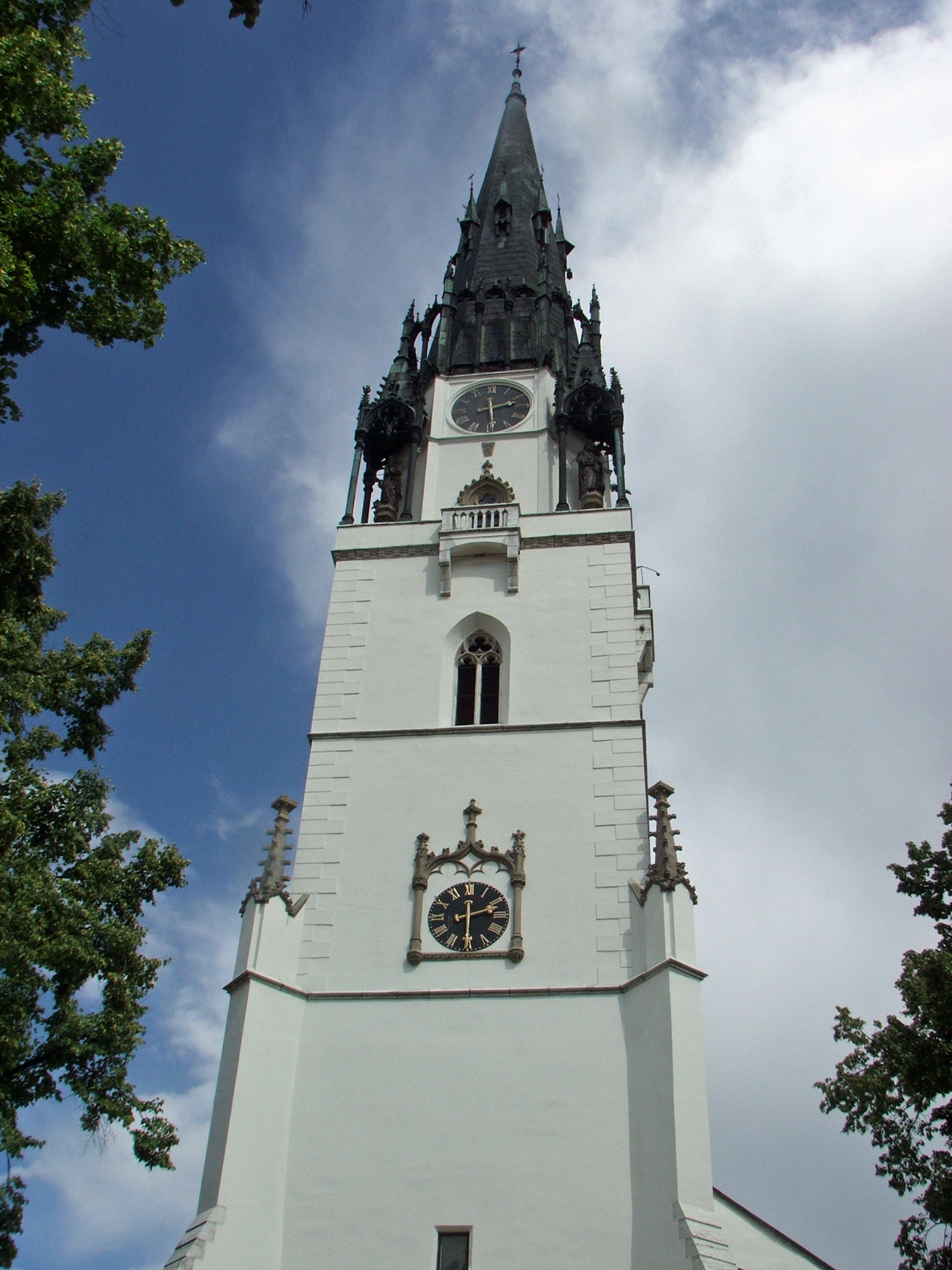
Szűz Mária Mennybemenetele templom tornya

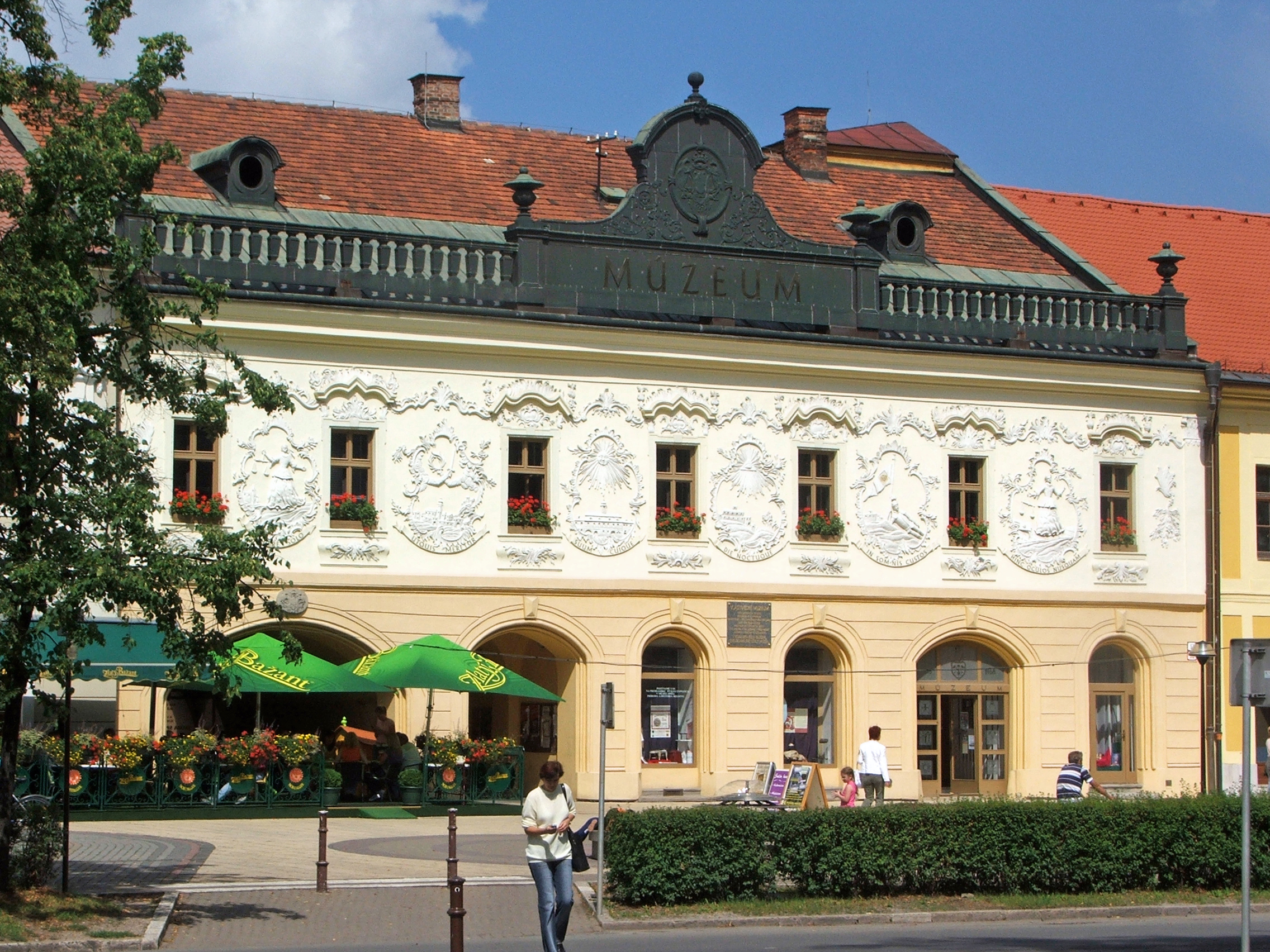
A helytörténeti múzeum 1951-óta a Provinciális házban található

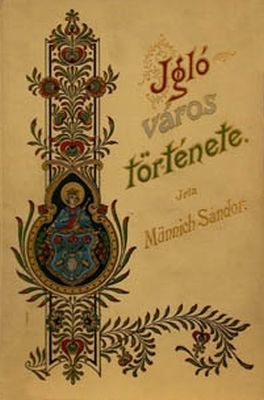
Münnich Sándor: Igló királyi korona- és bányaváros története. Igló, 1896

Igló (régebben Szepesújhely vagy Szepesújfalu, szlovákul Spišská Nová Ves, kiejtéseⓘ köznyelvben gyakran Iglov, németül Zipser Neudorf, lengyelül Spiska Nowa Wieś, latinul Villa Nova vagy Iglovia) város Szlovákiában, a Kassai kerület Iglói járásának székhelye. A Szepesség második legnagyobb városa (Poprád után), híres iskolaváros.

## Fekvése
Lőcsétől 10 km-re délre, a Hernád partján, tágas völgyben fekszik.

## Nevének eredete
Magyar neve víznévi eredetű, egy csehországi (pontosabban morvaországi) folyó nevéből származik: a folyó cseh neve Jihlava, míg lengyel neve ennek tükörfordítása, Igława. (A cseh jehla (jihla) illetve a lengyel igła főnév egyaránt tűt jelent.) A Jihlava folyó partján épült bányaváros cseh neve szintén Jihlava, míg az egykor ott élő német bányászok a lengyel Igława folyónévből kiindulva a várost Iglaunak nevezték el. Egy 1268-as oklevél szerint a tatárjárás után IV. Béla a csehországi Jihlava (németül Iglau) városából telepített ide német bányászokat, akik valószínűleg szülővárosukról nevezték el az új várost is Iglaunak, ami később Iglóra magyarosodott.  
Mai szlovák neve magyarul Szepesújfalut jelent.

## Története
Először 1268-ban szerepel oklevélben „Villa Nova” néven, mai magyar nevén 1279-ben említik először „Igloszásza” alakban. Iglót valószínűleg német bányászok alapították a szláv Iglov település mellett a 13. században, környékén vasat, rezet termeltek, amihez feldolgozóipar is települt. A tatárjárásban elpusztult, de IV. Béla újratelepíttette. Szász lakosai – az 1271-ben V. Istvántól kapott – kiváltságait Károly Róbert kiegészítette. Nagy Lajos király bányavárosi rangra emelte és vásártartási joggal ruházta fel. A 14. században kohói, hámorai létesültek, híres volt harangöntödéje is. 1412-ben ezt is elzálogosította Zsigmond magyar király Lengyelországnak.
1778-ban a lengyel zálogból 1772-ben visszakerült szepesi városok központja lett.
A 18. század végén Vályi András így ír róla: „IGLO. Iglovia, Neudorf, Novavész. Szép, és népes Bánya Város Szepes Várm. földes Ura a’ K. Kamara, lakosai katolikusok, és evangelikusok, fekszik Lőtséhez egy jó mértföldnyire, Hernád vize mellett, mellyen malmain kivűl híres papiros malma is van. Minthogy hajdani szabadságaikat, a’ Hussziták össve égették; és el szagatták, 1433ban új szabadságokkal ajándékoztatott vala meg Zsigdond Király által. Nevezetes pompát tartottak az Iglóiak 1772dik esztendőbon a’ hódolásnak alkalmatosságával, ’s a’ 16 Szepességi Várasok új petséttyeknek meg hallására. Hajdani lakosai a’ muzsikálásban gyakorlottak valának, és az Isteni tiszteletben is a’ muzsikálást fizetés nélkűl magok vivék vala véghez. Nevezetes tudós Férfiai is valának. A’ Városnak belső épűletei közt nevezetes, a’ nagy, és jeles Szentegyháza, nem külömben a’ Városháza, és a’ piatzon egy mással szemközt lévő épűletei, négy kapui vagynak, mellyeken kivül Lőtse felé, kővel kerített szép temetkező helyek is van, festésekkel, és emlékeztető íratokkal meg rakva. A’ Városnak mulató helyei között nevezetesebbek a’ Szanszouci, mellyet G. Csáky Uraság építtete, ’s külömbféle Uri alkalmatoságokkal készűlt; nem külömben a’ kék hóld világ ’s a’ t. Határja e’ Városnak meszsze terjed, erdeje nagy, javai jelesek, sokaknak hasznos bányáik is vagynak.”
1849. február 2-án Guyon Richárd serege a város határában győzte le a császáriakat. A harcokban 53 honvéd esett el, a városi temetőben emlékműt emeltek tiszteletükre.
Fényes Elek 1851-ben kiadott geográfiai szótárában így ír a városról: „Igló, (Neudorf), Szepes vmegyében, a 16 szepesi városok közt fő és legnagyobb város, egy széles gyönyörü völgyben, felséges kilátással a távoleső Kárpát hegyeire, a Hernád bal partján, Lőcséhez délre 1 1/2 mfdnyire: 3685 kath., 2486 evang. német lakosokkal. A város szépen és rendesen épült. Jeles épületjei a roppant kath. paroch. templom, rézzel fedett toronynyal, az új szép evang. szentegyház, az igazgatósági, városi és plébánia házak. A Palzmann kertje ritka virágai s növényházai miatt nézésre méltó. Van itt egy sóház, sok épülettel, két jó kőbánya, jeles fejér-cserépedénygyár, mész és téglaégető kemenczék, egy papiros és több liszt-, fürész- kalló-malmok, kórház, vendégfogadó, nevezetes evang. sirkert, fördő egy regényes vidéken, számos vas- és réz-hámor, mellyekben sok réz, s a megyében legjobb vas készittetik. Határa a városnak felette nagy, különösen rengeteg erdővel bir; a lentermesztés, gyolcsszövés, és az erdőkben a méhtenyésztés jeles sikerrel üzetik. A lakosok mulatság kedveért gyakran meglátogatják az innen 3/4 órányira fekvő Sanssouci nevü ligetecskét, mellyet hajdan a Csáky grófok pompás mulatóhelynek varázsoltak; de jelenleg csak egy piramis emlékeztet régi dicsőségére.”
A 19. században egymás után épültek itt a gyárak, üzemek. 1876-ban megszűnt központi szerepe a szepesi városok között. A trianoni diktátumig Szepes vármegye Iglói járásának székhelye volt.
A magyar légierő 1939. március 24-én 16:45-kor bombázta, tizenhárom ember halt meg. Igló volt az első város, melyet a térségben légitámadás ért. 1945 után az új csehszlovák hatóságok a város német és magyar lakosságát megfosztották állampolgári jogaitól, a poprádi koncentrációs táborba vitték őket, majd innen kitelepítették Németországba, Ausztriába, illetve Magyarországra. Helyükre szlovákok érkeztek, létszámuk gyorsan növekedett. 2020. július 31-én leszakadt a város gyalogos hídja.

## Népessége
| Év:            | 1994.  | 2004.   | 2014.   | 2024.   |
| -------------- | ------ | ------- | ------- | ------- |
| Emberek száma: | 38 888 | 38 727  | 37 707  | 34 255  |
| Eltérés:       |        | -0,41 % | -2,63 % | -9,15 % |

| Év:            | 2023.  | 2024.   |
| -------------- | ------ | ------- |
| Emberek száma: | 34 544 | 34 255  |
| Eltérés:       |        | -0,83 % |

1880-ban 7521 lakosából 4338 szlovák és 569 magyar anyanyelvű volt.
1890-ben 7345-en lakták, ebből 4214 szlovák és 786 magyar anyanyelvű.
1900-ban 9301 lakosából 4966 szlovák és 2220 magyar anyanyelvű volt.
1910-ben 10 525-en lakták: 5103 szlovák, 3494 magyar és 1786 német.
1921-ben 11 608 lakosából 7735 csehszlovák és 1089 magyar volt.
1930-ban 12 965-en lakták, ebből 10 094 csehszlovák és 619 magyar.
1991-ben 39 218-an lakták: 37 638 szlovák és 79 magyar.
2001-ben 39 193 lakosából 36 924 szlovák és 65 magyar volt.
2011-ben 38 045 lakosából 33 656 szlovák és 54 magyar.

## Érdekességek
- Az 1867-es koronázási dombhoz az iglói Kuruchalomból is vittek földet.
- Az első magyarországi betonút Iglón készült el, 1911-ben.

## Nevezetességei
- Szűz Mária Mennybemenetele tiszteletére szentelt plébániatemploma
  - A templomot 1380-ban kezdték építeni gótikus stílusban egy korábbi, 13. századi templom helyén. Kapuzata különösen szép munka. 1395-ben építették hozzá a gótikus Szent Mihály-kápolnát. 1435-ben tűzvész, 1441-ben földrengés után kellett átépíteni. 1742-ben és 1772-ben barokk stílusban építették át. Tornyát 1849-ben leágyúzták, ezért az 1870-es években újjá kellett építeni, ehhez a terveket Steindl Imre készítette. A torony 87 m-es magasságával Szlovákia legmagasabb templomtornya lett. A templomot belül az 1954-es átépítéskor előkerült 16. századi freskók és értékes gótikus szobrok díszítik. A főoltár képe: Mária szeplőtelen fogantatása, Reich János lőcsei festő olajfestménye, 1751-ből.
- Evangélikus temploma 1790 és 1796 között épült copf stílusban. Oltárképe: Krisztus az Olajfák hegyén S.G.Stünder olajfestménye, 1797-ből.
- A Városháza 1777 és 1779 között épült klasszicista stílusban.
- A Provinciális ház 1777-ben épült a szepesi városok kormányzati székházaként. A helyén állt középkori épületben kötött békét I. Ulászló király a cseh Giskrával. Ma a helytörténeti múzeum van benne.
- A várostól délre van Iglófüred, a 19. században létesített klimatikus fürdőhely, ma üdülőközpont.
- 1902-ben nyílt meg a szecessziós stílusban épült színház, melyet Gerstner Kálmán tervezett.
- Határában a Hernád-áttörés festői természeti látványosság a Szlovák Paradicsom Nemzeti Parkban.
- Vigadó.
- Állatkertjét 1989-ben alapították.

## Jeles iglóiak
- Zacharias Zarewutius (Berzevice, 1605 körül – Bártfa, 1667. február 20.) egyházi zeneszerző, 1623-tól 1624-ig az iglói evangélikus templom orgonistája
- Czirbesz Jónás András (Szepesváralja, 1732. szeptember 11. – Igló, 1813. január 11.) történész, geológus, nyelvész és író, 1757-től evangélikus lelkipásztor Iglón
- Róth Márton (Késmárk, 1841. augusztus 3. – Igló, 1917. február 25.) az iglói gimnázium tanára (1870–1909), a Magyarországi Kárpát-egyesület vezetőségi tagja és Évkönyveinek szerkesztője, a poprádi Tátra Múzeum munkatársa
- Csontváry Kosztka Tivadar, festőművész 1874-től itt volt gyógyszertárvezető
- Rokfalusy Lajos (Lőcse, 1887. október 24. – Salgótarján, 1974. április 27.) hegymászó, hegyimentő, tanító; Iglón töltötte gyermekkorát és ifjúságát 1888 és 1919 között, hamvai is itt pihennek

- Itt született 1691-ben Milleter János orvos, természettudós
- Itt született 1780-ban Rumy Károly György történetíró, pedagógus, polihisztor
- Itt született 1792-ben Lányi Sámuel vízépítő mérnök, festőművész
- Itt született 1799-ben Franz Wilhelm Lippich (Lippich Ferenc Vilmos) az orvosi statisztika és az alkohológia úttörője, a 16 szepesi város főorvosa
- Itt született 1810-ben Frommhold Károly orvos
- Itt született 1814-ben Tavasi Lajos pedagógus, a modern magyar pedagógia egyik úttörője, az iglói evangélikus gimnázium tanára és igazgatója
- Itt született 1817-ben Thern Károly karmester, zeneszerző és tanító
- Itt született 1822-ben Bókai János orvos, egyetemi tanár
- Itt született 1822-ben Máriássy János honvéd ezredes
- Itt született 1838-ban Fuhrmann Gyula oltárépítő; munkája, a szolnoki belvárosi templom főoltára 1889-ben készült
- Itt született 1845-ben Bartsch Samu biológus, zoológus, tanár
- Itt született 1870-ben Olgyai Viktor grafikus és festő
- Itt született 1901-ben Kéri Kálmán vezérezredes, az Országgyűlés korelnöke 1990-ben
- Itt született 1902-ben Neményi Lili színművésznő, opera-énekesnő
- Itt született 1903-ban Zathureczky Ede hegedűművész
- Itt született 1903-ban Szepes Béla síelő, gerelyhajító olimpikon, karikaturista
- Itt született 1906-ban Vietor Márton (1906-1978) jogász, pedagógus, egyetemi professzor
- Itt született 1932. március 16-án Ivan Chalupecký történész
- Itt hunyt el 1870-ben Tibély Károly Ágost festő
- Itt hunyt el 1900-ban Geyer Gyula tanár, természetkutató
- Itt hunyt el 1930-ban Fischer Miklós tanár, iskolaigazgató.
- Itt hunyt el 1944-ben Jozef Hanula (Hanula József) festőművész

- Itt tanított Bruckner Győző (1877-1962) jogász, jogakadémiai tanár, az MTA tagja
- Itt tanított Horváth Adolf János (1870-1945) tanár, Szob és környéke régészeti emlékeinek kutatója, a Börzsöny Múzeum kiállítási anyagának megalapozója
- Itt tanult Steier Lajos (1885-1937) író, történész.
- Itt tanult Lipták János (1889-1958) késmárki gimnáziumi tanár, intézetigazgató

## Testvérvárosok
- Magyarország, Kisújszállás
- Amerikai Egyesült Államok, Youngstown
- Brazília, Joinville
- Franciaország, L’Aigle
- Szlovákia, Nyitra
- Csehország, Havlíčkův Brod
- Görögország, Préveza
- Németország, Alsfeld
- Németország, Clausthal-Zellerfeld